# Casals (cognom)
Casals és un cognom d'origen català. És un llinatge que representa el nom del lloc d'origen, de residència o de propietat. El seu significat etimològic: “Casal, Casals, Casaus. Del substantiu Casal (del llatí Casale), casa gran”.

## Anàlisi

### Catalunya
El 2020, segons l'Institut d'Estadística de Catalunya, hi havia 4.561 persones amb Casals com a primer cognom sobre un total de població de 7.722.203 persones, el que significa un 0,059% de la població. Es tractava del 185è cognom més comú a Catalunya.
| Àmbit territorial   | Posició | Freqüència | %     |
| ------------------- | ------- | ---------- | ----- |
| Metropolità         | 295     | 1.973      | 0,040 |
| Comarques Gironines | 134     | 595        | 0,078 |
| Camp de Tarragona   | 489     | 132        | 0,025 |
| Terres de l'Ebre    | 452     | 61         | 0,033 |
| Ponent              | 38      | 988        | 0,243 |
| Comarques Centrals  | 69      | 488        | 0,133 |
| Alt Pirineu i Aran  | 107     | 69         | 0,095 |
| Penedès             | 268     | 255        | 0,053 |
| Total               | 185     | 4.561      | 0,059 |